# Černý potok (Ludkovický potok)
Der Černý potok, am Unterlauf auch Kaňovický potok, ist ein rechter Nebenfluss des Ludkovický potok in Tschechien.

## Geographie
Der Černý potok entspringt südöstlich von Březnice bei der Ansiedlung Horní Paseky in der Vizovická vrchovina. An seinem Lauf nach Süden fließt der Bach zunächst an Doubravy vorbei Am weiteren Lauf liegen die Ortschaften Krasnovy, Hřivínův Újezd und Kaňovice. Oberhalb von Biskupice mündet der Černý potok/Kaňovický potok in den Ludkovický potok.
Der Černý potok hat eine Länge von 13,1 km, sein Einzugsgebiet beträgt 25,5 km².
Nördlich von Doubravy ist das Tal des Baches auf zwei Kilometer Länge als Naturreservat Uhliska geschützt.

## Zuflüsse
- Kaňovický potok (r), Hřivínův Újezd